# Semaeopus mira
Semaeopus mira är en fjärilsart som beskrevs av Louis Beethoven Prout 1931. Semaeopus mira ingår i släktet Semaeopus och familjen mätare. Inga underarter finns listade i Catalogue of Life.